# Xperia Z2
Sony Xperia Z2（ソニー エクスペリア ゼットツー）とは、ソニーモバイルコミュニケーションズによって開発された、第3世代移動通信システムと第4世代移動通信システム対応の端末である。
製品番号は、D6502、D6503、D6543、SO-03F、L50w

## 概要
Xperia Z2はXperia Z1の後続モデルであり、グローバル版のコードネームは「シリウス」である。スペインのバルセロナで開催されたモバイルワールドコングレスで、Xperia Z2 TabletやXperia M2と共に発表された。
2014年3月24日に台湾で最初に発売された、4月5日にシンガポールで発売された。米国では2014年8月に発売される予定となっている。

## 仕様
Xperia Z2の外観は、全方向が対照的なオムニバランスデザインが採用されている。外装は先代モデルのZ1と同様のアルミニウムフレームが用いられている。側面の電源ボタンにはアルミニウムと、背面には強化ガラスが使われている。

### ハードウェア
Xperia Z2は、5.2インチ 424ppi 1920×1080ピクセルのIPS液晶を搭載。先代モデルと比較してLED技術が向上し、色の表現力や精細さが向上され、バックライトはムラの少ない安定的な出力性能を持っている。カメラはExmor RSと云われるイメージセンサーを搭載し、2070万画素の写真撮影を可能とし、動画撮影は4K録画に対応している。これらはMHLに準拠した接続ケーブルを用いて、テレビなどの外部ディスプレイに出力できる。前面カメラは220万画素に対応。色はブラック、ホワイト、パープルの3種類のバリエーションで提供される。

チップセットは、Snapdragon 801 2.3GHz 4コアと、3200mAhのバッテリー、3GBのメモリ、16GBのストレージ、MicroSDXCで128GBまで増設できるスロットを搭載している。重量は163グラムと、サイズが73.3×146.8×8.2ミリメートルあり、先代モデルよりも薄型化及び軽量化されている。接続インターフェースは、NFC、Bluetooth 4.0、DLNA、FMラジオをサポートする。端末にはデジタルノイズキャンセリングを搭載しており、専用(別売)のイヤホンを使う事で有効になる。

### ソフトウェア
オペレーティングシステムはAndroid 4.4.2 KitKatを搭載し、日本版除き、Android 6.0にアップデート可能。ソニー独自のホームランチャーと、ウォークマン、アルバム、ビデオなどの独自アプリケーションがインストールされている。本体に搭載されたNFCを使って、スマートフォンの画面を互換性のあるデバイスにミラーリングする機能がある。